# Lugus (Philippines)
Pour les articles homonymes, voir Lugus.
Lugus est une localité de la province de Sulu, aux Philippines. En 2015, elle compte 21 897 habitants.